# Социология на развитието
Социология на развитието e многодисциплинарен клон на социалната наука, който се адресира проблемите на развиващите се страни. Исторически основният фокус попада върху социалното и икономическо развитие, и в това отношение се разпростира и до общностите и регионите извън развиващия се свят.
Асоциацията за социология на развитието (Development Studies Association) е основен източник на информация за изследвания и изучаване на социология на развитието във Великобритания и Ирландия. Нейната мисия е да свързва тези, които се занимават с изследвания в областта.
Най-често по дисциплината има магистърски степени и по-рядко бакалавърски, като тя се появява като предмет в началото на 90-те и най-често е изучавана в развиващите се страни или страните с колониална история, като Великобритания, от където всъщност произлизат и изследванията по социология на развитието.
Студентите в областта често избират кариери в международни организации като ООН или Световната банка, НПО, частни консултантски фирми в областта на развитието и центрове за изследвания.